# Децизионизам
Децисионизам је политичка, етичка и правна доктрина која тврди да су морални или правни прописи резултат одлука које доносе политички актери. Штавише, пуноважност одлуке није толико у њеној садржини, колико у чињеници да ју је надлежни орган донео на правилан начин.
Доктрину децизионизма предложио је немачки правник Карл Шмит. Шмит је веровао да нису стварне одредбе закона оно које одређују његову ваљаност, већ чињеница да су га усвојили одговарајући органи власти. Касније, када је Шмит постао члан Нацистичке партије, користио је децизионизам као начин да оправда нацистичку политику. Он је заслужан за изреку „Фирер је створио закон, Фирер брани закон“.